# 이종건 (1942년)
이종건(1942년 5월 5일 ~ )은 대한민국의 정치인이다. 제38대 홍성군수를 역임했다.

## 역대 선거 결과
|  | 0% |

|  | 44.12% |